# Mob
Der Ausdruck Mob (englisch mob „aufgewiegelte Volksmenge“, von lateinisch mobile vulgus „reizbare Volksmenge“) bezeichnet meist pejorativ eine Masse aus Personen des einfachen Volkes bzw. eine sich zusammenrottende Menschenmenge mit überwiegend niedrigem Bildungs- und Sozialniveau (abwertend auch gemeines Volk, Pöbel, Plebs, Gesindel, Pulk, Schar genannt). In der englischen Sprache wird diese Originalbezeichnung Mob auch für eine Bande bzw. für die Bandenkriminalität verwendet; in den USA auch für die Mafia.

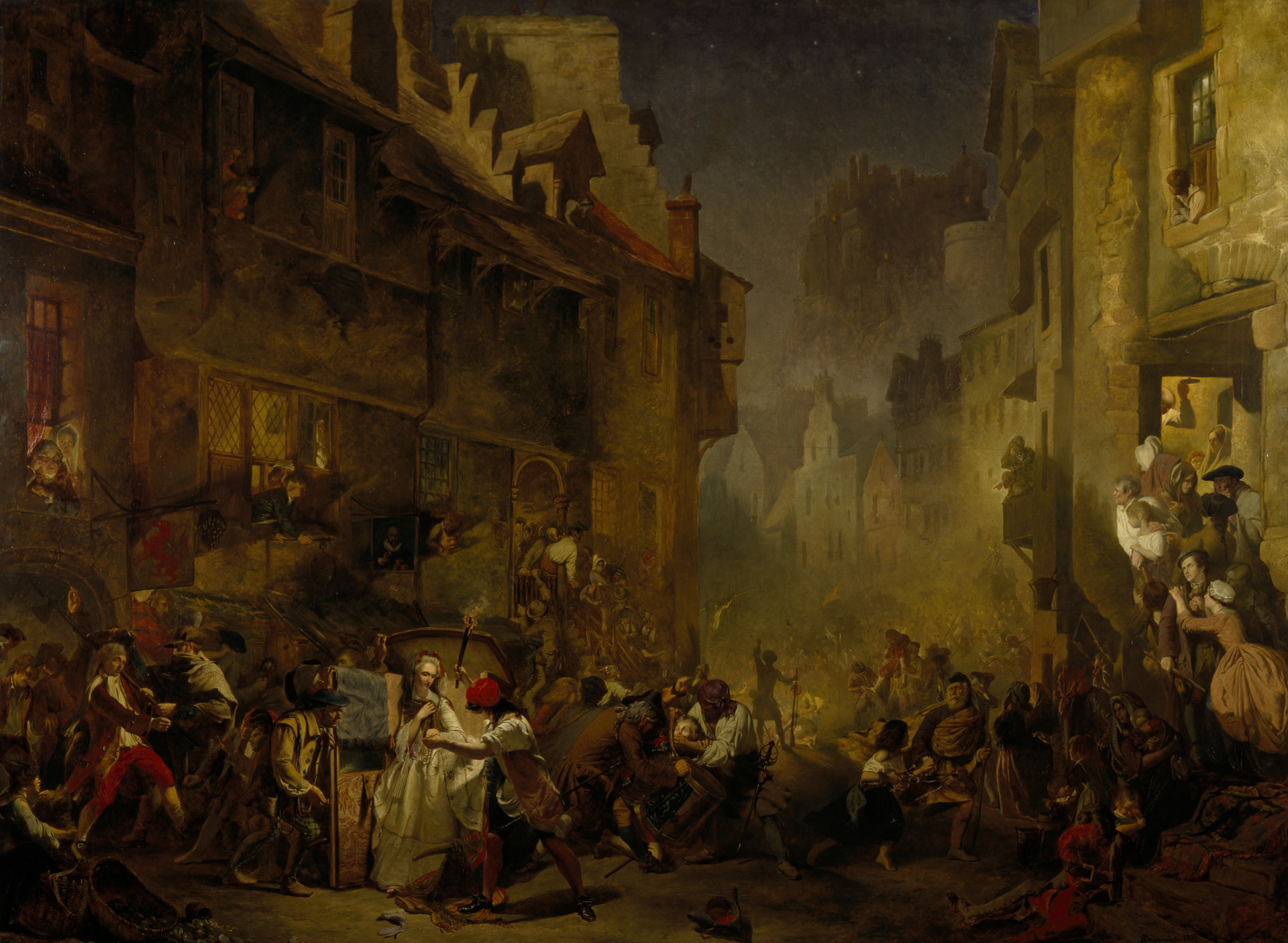
The Porteous Mob, Gemälde von James Drummond, 1855

## Definition
Der negativ besetzte Begriff Mob bezeichnet eine mehr oder weniger bestimmte Gruppe von Personen, die ohne erkennbare Führung zusammen agiert. Der von sich aus, gruppendynamisch handelnde Mob hat kurzfristige destruktive Ziele (Plünderung, Zulauf zu öffentlichen Hinrichtungen und dergleichen), seine radikale Äußerung ist der Aufruhr, die Emeute.
Der Mob veranstaltete Tumult und Aufruhr, aber er analysierte und diskutierte nicht. „Der Revolutionismus des ‚Mobs’ war primitiv“, urteilte der marxistische Sozialhistoriker Eric Hobsbawm. Der Mob erhob sich für kurze Zeit, machte Krawall, zündelte und randalierte, verlor aber bald Energie und Lust oder wurde von der Staatsmacht zerschlagen – und verfiel danach für längere Zeit in Passivität. Der Mob im engeren Sinne verschwand erst mit dem Aufkommen einer industriellen Arbeiterklasse und ihrer Organisation in sozialistischen Parteien und Gewerkschaften.
Bei Karl Marx wird die Ausschreitung eines Mobs als Aktion des „Lumpenproletariats“ vom Aufstand des „Proletariats“ streng unterschieden. In der Soziologie wird das Handeln des Mobs mit Hilfe der Unterscheidung der „Menge“ von der „Masse“ diskutiert. Hannah Arendt beschreibt in ihrem politischen Hauptwerk Elemente und Ursprünge totaler Herrschaft (engl. 1951) ein zeitweiliges Bündnis zwischen „Mob und Elite“. Hitlers „hysterischer Fanatismus“ und Stalins „rachsüchtige Grausamkeit“ trugen ihr zufolge Züge des Pöbels.

## Historie
Der Mob im engeren Sinne war eine typische Erscheinung in den vorindustriellen Städten, zu der Tagelöhner, Bettler, Arme und gesellschaftlich Ausgegrenzte zählten. Diese unterschiedlichen Gruppen kamen immer wieder spontan und unvermittelt zu militanten Protesten zusammen. Es gab dabei aber weder eine feste Organisation noch eine ideologische Zielsetzung oder gar ein politisches Programm.
Eine spezielle Form des Mobs ist der Lynchmob, der – historischen Quellen zufolge – besonders häufig zu Zeiten der Hexenverbrennungen in Europa und im 19. und 20. Jahrhundert im Wilden Westen und in den Südstaaten der USA auftrat. In Filmen und Büchern wird er gerne als eine Meute beschrieben, die klassisch mit Fackeln und Heugabeln bewaffnet ist.
In der Frühen Neuzeit suchten solche Mobs vor allem vermeintliche Hexen heim und betrieben Selbst- beziehungsweise Lynchjustiz – oder der Lynchmob sorgte dafür, dass diese angeblichen Hexen auf Scheiterhaufen verbrannt wurden. Im Wilden Westen entstanden Lynchmobs vor allem, um inhaftierte Verbrecher zur Strecke zu bringen, bevor sie für ein Gerichtsverfahren aus der Stadt gebracht werden konnten.
Das Phänomen der spontanen Bildung von Mobs kann auch für die Verschleierung der tatsächlichen Urheber zielbewusster, geheim zu haltender („klandestiner“) politischer Aktionen (wie etwa das Lynchen oder die mit Morden und Massakern einhergehende Verwüstung und Ausplünderung eines Ghettos) genutzt werden.

## Organisierte Kriminalität
In den USA bezeichnet „the Mob“ insbesondere die organisierte Kriminalität der US-amerikanischen Cosa Nostra und anderer Banden. Mitglieder und darin involvierte Personen und Cliquen werden als Mobster bezeichnet.

## Flashmob
Der Begriff Blitzauflauf, meist jedoch englisch Flashmob (flash „Blitz“, mob „Pöbel“), auch Smart Mob („intelligenter Menschenauflauf“) bzw. Smart Mobbing, bezeichnet einen kurzen, scheinbar spontanen Menschenauflauf auf öffentlichen oder halböffentlichen Plätzen, bei denen sich die Teilnehmer üblicherweise nicht persönlich kennen. Flashmobs werden über Weblogs, Nachrichtengruppen, E-Mail-Kettenbriefe oder per Mobiltelefon organisiert. Dadurch fallen sie eigentlich nicht unter die oben genannte Definition von „Mob“ als einer Menge aus sich selbst heraus motivierter Individuen ohne Anleitung.
Obwohl die Ursprungsidee explizit unpolitisch war, gibt es auch Flashmobs mit politischem Hintergrund.
Im Gegensatz zum negativ konnotierten Begriff Mob werden die Menschenmengen von Flashmobs überwiegend von Teilnehmern mit hohem Bildungs- und Sozialniveau sowie gemeinnützigem Engagement gebildet.